# Erwin Engelbrecht
Erwin Engelbrecht (12 de noviembre de 1891 en Wildpark, Potsdam - 8 de abril de 1964 en Múnich) fue un oficial militar alemán.

## Carrera
En enero de 1939 Engelbrecht fue promovido a General y en septiembre de 1942 a General de Artillería. Durante 1939-1942 fue el comandante de la 163.ª División de Infnatería (la División Engelbrecht); más tarde fue asignado a las fuerzas especiales.
El 9 de abril de 1940, a bordo del crucero alemán Blücher, lideró el personal de las fuerzas diseñadas para ocupar Oslo durante la invasión de Noruega. Cuando el barco fue hundido, él logró nadar hasta la orilla. Junto con centenares de otros supervivientes, Engelbrecht fue detenido por guardias noruegos en una granja en las cercanías de Drøbak durante varias horas antes de ser abandonados por sus captores.
En 1941 su división fue permitida cruzar Suecia para unirse a las fuerzas finlandesas en la invasión finlandesa de Carelia Oriental (1941), el único tránsito a gran escala del momento.
Engelbrecht asumió el liderazgo del Höheren Kommandos z.b.V. XXXIII en Trondheim el 15 de junio de 1942, al mismo tiempo que comandante de Noruega Central y fue promovido a general de artillería el 1 de septiembre de 1942. El 23 de enero de 1943, el Alto Mando fue renombrado XXXIII Cuerpo de Ejército y Engelbrecht permaneció al mando. El 25 de diciembre de 1943, fue obligado a entregar su mando al Teniente General Ludwig Wolff y fue transferido a la Reserva del Ejército. No fue hasta el 13 de septiembre de 1944 que fue rellamado como líder del recién formado Alto Mando de Saarpfalz, que sin embargo, incluía solo tropas de fortificación y construcción.
Engelbrecht se rindió ante las tropas estadounidenses en abril de 1945 y fue liberado de su cautividad en 1947. Engelbrecht recibió la Cruz de Caballero de la Cruz de Hierro (Ritterkreuz).

## Condecoraciones
- Cruz de Hierro (1914)
  - 2.ª Clase (6 de octubre de 1914)
  - 1.ª Clase (31 de mayo de 1917)
- Cruz de Caballero de la Orden de Hohenzollern con Espadas (24 de junio de 1918)
- Cruz de Honor de la Guerra Mundial 1914/1918 (18 de enero de 1935)
- Cruz de Hierro (1939)
  - 2.ª Clase
  - 1.ª Clase
- Medalla del Frente Oriental (13 de julio de 1942)
- Orden de la Cruz de la Libertad, 1.ª Clase con Espadas (21 de septiembre de 1941)
- Cruz de Caballero de la Cruz de Hierro el 9 de mayo de 1940 como Generalleutnant y comandante de la 163.ª División de Infantería